# Hatchiana takimotoanus
Hatchiana takimotoanus es una especie de coleóptero de la familia Cantharidae.

## Distribución geográfica
Habita en Japón.